# هدفیلد، داربی‌شر
هدفیلد (به انگلیسی: Hadfield) یک شهرک در بریتانیا است که در انگلستان واقع شده‌است. هدفیلد ۶٬۳۰۵ نفر جمعیت دارد.